# یواس‌اس استراب (دی‌یی-۱۸۱)
یواس‌اس استراب (دی‌یی-۱۸۱) (به انگلیسی: USS Straub (DE-181)) یک کشتی بود که طول آن ۳۰۶ فوت (۹۳ متر) بود. این کشتی در سال ۱۹۴۳ ساخته شد.